# Батьки (фільм, 1989)
«Батьки» (англ. Parents) — американська чорна комедія жахів 1989 року режисера Боба Балабана з Ренді Квейдом, Мері Бет Герт, Браяном Мадорскі і Сенді Денніс в головних ролях. Дія фільму розгортається в передмісті Каліфорнії 1950-х років і зосереджується на 10-річному хлопчику, який підозрює, що його батьки не ті, ким здаються.

## Сюжет
У 1958 році родина Леймлів (батько Нік, мати Лілі та їхній 10-річний син Майкл) переїжджають з Массачусетсу до каліфорнійського передмістя. Оскільки юний Майкл дуже замкнутий у спілкуванні та має надто активну уяву, йому важко знайти друзів у школі. Він також схильний до дивних і тривожних снів, наприклад, йому сниться, що він стрибає у своє ліжко, яке перетворюється на калюжу крові.
Емоційно виснажений переїздом і тривожними снами, Майкл переживає важкий шок, коли випадково стає свідком інтимної сцени між батьками. Йому здається, ніби вони вгризаються одне в одного. Згодом він стає свідком ще однієї моторошної картини: його батько, який працює в лабораторії компанії «Токсіко» над хімічним дефоліантом на кшталт «Агента Оранж», розрізає тіло під час експерименту. З часом Майкл починає підозрювати, що його батьки — канібали. Ці підозри лише зміцнюються, коли він знаходить (або йому сниться) розчленовані частини тіл, що висять на гаку для м'яса в підвалі. Майкл впевнений, що його страхітливі видіння є реальністю, що викликає серйозне занепокоєння у шкільного психолога Міллі Дью. У спробі допомогти хлопчику, Міллі вирішує піти з Майклом додому, щоб переконати його, що всі ці жахи лише плід його уяви. Проте їхній візит лише підтверджує найгірші побоювання Майкла — вони знаходять труп у підвалі. Невдовзі додому повертається Нік. Почувши його кроки, Майкл у паніці біжить до своєї кімнати, в той час як розгублена Міллі ховається в коморі. Проте Нік відразу знаходить її, і, не вагаючись, вбиває.
Пізніше того ж вечора Нік намагається змусити Майкла скуштувати людське м'ясо, запевняючи, що з часом він полюбить його, як колись його мати. Лілі лише посміхається у мовчазній згоді, проте Майкл рішуче чинить опір і, зумівши захиститися, завдає батькові удару ножем у плече. У відповідь Нік робить спробу схопити сина, та Лілі, кинувшись на захист, стає жертвою власного чоловіка. Поранений батько починає переслідувати Майкла по всьому будинку, вириваючи на своєму шляху газову трубу і, зрештою, перевертаючи полицю з пляшками вина, яка падає прямо на нього. Тим часом газ наповнює кімнату, і Майкл в останню мить встигає втекти, перш ніж полум'я від перекинутих свічок, змішавшись з газом, спричиняє потужний вибух і пожежа охоплює увесь будинок.
Фільм закінчується тим, що дідусь і бабуся Майкла з боку батька беруть його під свою опіку. Вклавши Майкла спати, дідусь і бабуся залишають йому опівночі підозрілий на вигляд м'ясний сендвіч, натякаючи, що, можливо, його батько перейняв канібалізм від своїх батьків, і що кошмар ще далеко не закінчився.

## Акторський склад
| Актор              | Роль                          |
| ------------------ | ----------------------------- |
| Браян Мадорський   | Майкл Леймл 10-річний хлопчик |
| Ренді Квейд        | Нік Леймл батько Майкла       |
| Мері Бет Герт      | Лілі Леймл мати Майкла        |
| Сенді Денніс       | Міллі Дью шкільний психолог   |
| Джуно Міллз-Кокелл | Шейла Зеллнер                 |
| Дебора Раш         | Гледіс Зеллнер                |
| Грем Джарвіс       | Марті Зеллнер                 |
| Кетрін Гроді       | міс Бакстер                   |

## Виробництво
Фільм знімали в Торонто.

## Випуск
«Батьки» заробили $870 532 у США при бюджеті в $3 мільйони.
Фільм був випущений на DVD 25 травня 1999 року в нематованому повноекранному форматі. Lionsgate випустив фільм на Blu-ray 31 січня 2017 року як частину серії Vestron Video Collector's Series.